# Drubec
Drubec ist eine französische Gemeinde mit 111 Einwohnern (Stand 1. Januar 2022) im Département Calvados in der Region Normandie. Sie gehört zum Kanton Mézidon Vallée d’Auge und zum Arrondissement Lisieux. 
Sie grenzt an Beaumont-en-Auge, Clarbec und Valsemé.

## Bevölkerungsentwicklung
| Jahr      | 1962 | 1968 | 1975 | 1982 | 1990 | 1999 | 2008 | 2015 |
| --------- | ---- | ---- | ---- | ---- | ---- | ---- | ---- | ---- |
| Einwohner | 114  | 109  | 84   | 85   | 95   | 112  | 112  | 114  |

## Sehenswürdigkeiten
- Kirche Saint-Germain, seit 1926 als Monument historique ausgewiesen

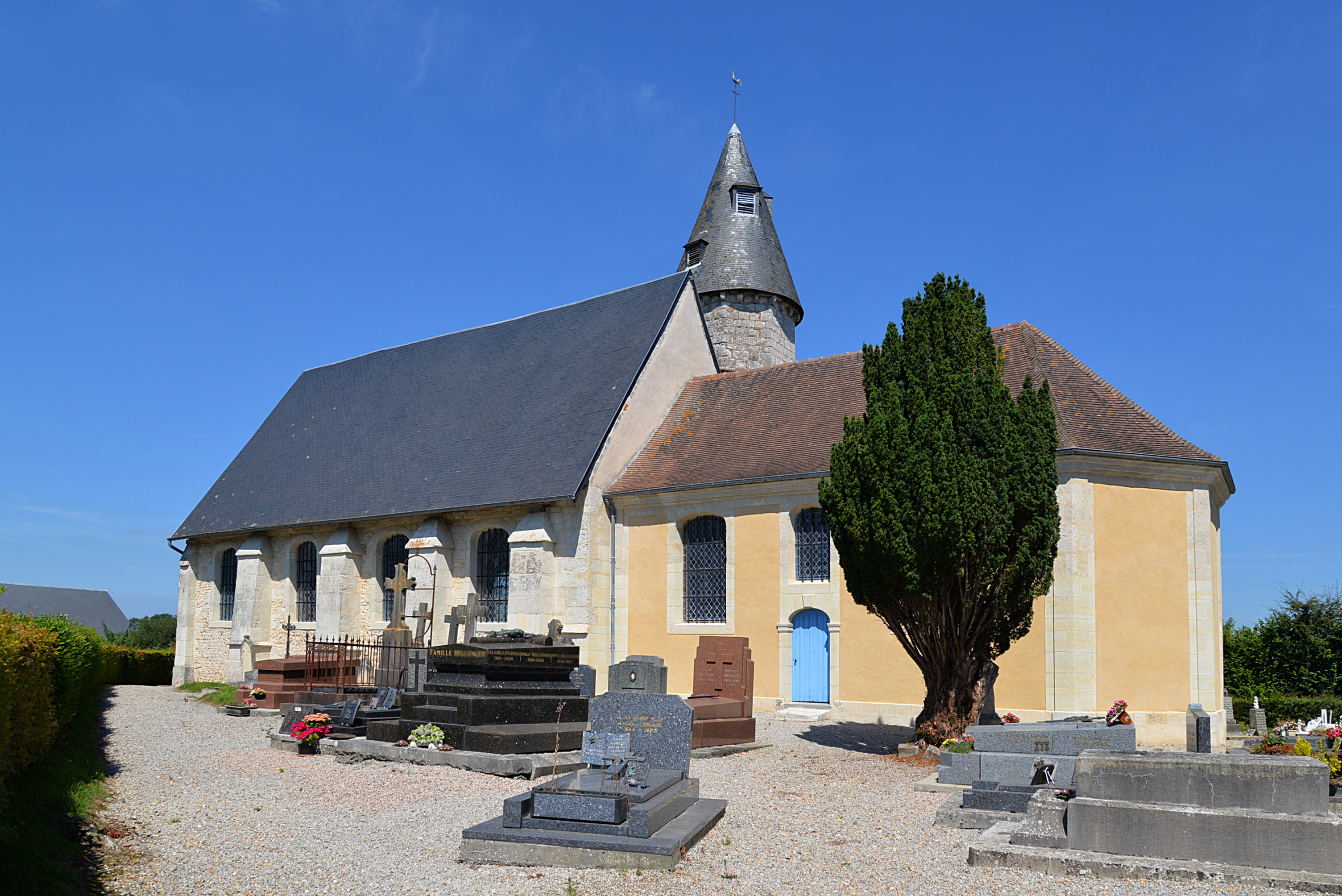
Kirche Saint-Germain